# محمدحسن ناصری
محمدحسن ناصری (نام مستعار: دکتر عضدی) (متولد ۱۳۱۳ دامغان) از بازجوهای ساواک در کمیته مشترک ضدخرابکاری بود.
وی تا آبان ١٣۵٧ رئیس دایره اطلاعات اداره سوم ساواک بود.

## زندگی
بنابر اظهارات سرهنگ مولوی، رئیس وقت ساواک تهران، ناصری قبل از سال ۱۳۴۲ (خورشیدی)، هنگامی که دانشجو بود، برای ساواک جاسوسی می‌کرد و در برهم‌زنی تظاهرات و اعتراضات دانشجویان، نقش پررنگی داشت. او فارغ‌التحصیل رشته حقوق از دانشگاه تهران بود و به توصیهٔ سرهنگ مولوی، در ۲۸ تیر ۱۳۴۳ به استخدام ساواک در می‌آید. ابتدا رهبر عملیات دایرهٔ اقدام علیه حزب توده ایران بود و سپس رهبر دایرهٔ عملیات ساواک در سوسنگرد می‌شود و پس از آن در اداره کل امنیت داخلی به مشاغلی چون کارمند بخش ویژه، بازجوی مستقل بخش قضایی، معاون دایره عملیات و بررسی، رئیس بخش دایره عملیات و بررسی داشته و تا زمان بازنشستگی، رئیس واحد اطلاعاتی کمیته مشترک ضدخرابکاری در ساواک بود. او قبل از پیروزی انقلاب ۱۳۵۷، از ایران گریخت.

## تصاویر

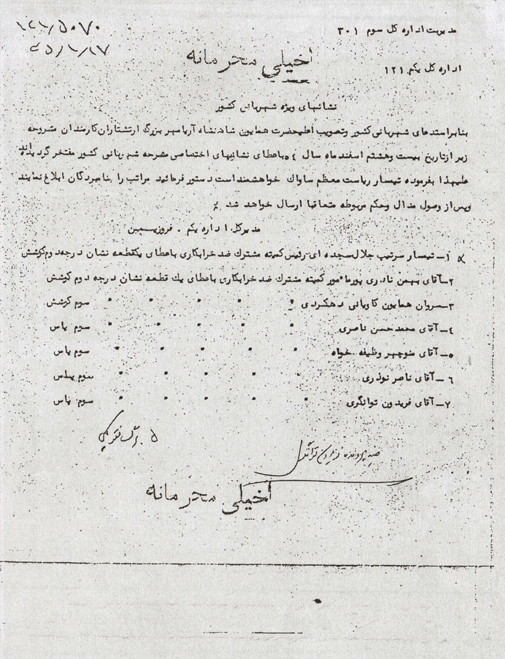
درخواست اعطای نشان افتخار به کارمندان ساواک
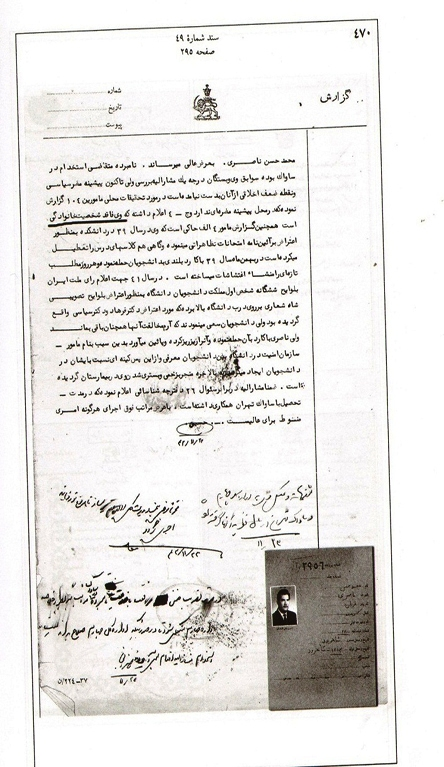
پرونده محمدحسن ناصری